# Bohuslav Hykš
Bohuslav Hykš nebo také Hykš-Černý (7. květen 1889 Praha – ???) byl český tenista a olympionik.
Reprezentoval také Čechy na Olympijských hrách na LOH 1908, LOH 1912
a poté Československo na LOH 1920 v tenise ve dvouhrách i ve čtyřhrách.